# Rosemary Marcus
Rosemary Marcus là một nữ tay đua xe đạp chuyên nghiệp người Nigeria. Cô đã giành được huy chương vàng khi đại diện cho Nigeria trong sự kiện đạp xe đua thời gian của phụ nữ cùng với Happiness Okafor, Glory Odiase và Gripa Tombrapa tại Thế vận hội toàn châu Phi 2015 ở Congo Brazzaville.